# 施伦贝格
施伦贝格（德語：Schellenberg，發音：[ˈʃɛlənˌbɛʁk] ⓘ；阿勒曼尼语列支敦士登方言：Schällabärg；或譯作施伦堡）是列支敦士登的一个市镇，位于莱茵河畔，总面积3.5平方公里，2019年6月30日总人口为1,091人。